# Нагорода Теда Ліндсея
Нагорода Теда Ліндсея (англ. Ted Lindsay Award) — нагорода раніше відома як нагорода Лестера Б. Пірсона, яку щорічно присуджують найвидатнішому гравцеві Національної хокейної ліги (НХЛ) в регулярному сезоні за оцінкою членів Асоціації гравців НХЛ. Вперше вручений у 1971 році, приз є доповненням до трофею Гарта, який вручають найціннішому гравцеві ліги за оцінкою членів Асоціації професійних хокейних журналістів. Нагороду було перейменовано в 2010 році на честь колишнього гравця НХЛ Теда Ліндсея.